# Labeobarbus gorgorensis
Labeobarbus gorgorensis és una espècie de peix pertanyent a la família dels ciprínids.

## Descripció
- Fa 61,8 cm de llargària màxima.[5][6]

## Alimentació
Menja mol·luscs, sobretot bivalves de fins a 5 cm de llargària i, en menor mesura, caragols gastròpodes.

## Hàbitat
És un peix d'aigua dolça, bentopelàgic i de clima tropical (13°N-11°N).

## Distribució geogràfica
Es troba a Àfrica: és un endemisme del llac Tana (Etiòpia).

## Observacions
És inofensiu per als humans.